# Приморское шоссе
Примо́рское шоссе (Санкт-Петербург) — часть автомагистрали А181 и автомагистрали «Скандинавия» E-18. Является самой протяжённой магистралью в Петербурге (59 км).

## Местоположение
Приморское шоссе начинается в Санкт-Петербурге на пересечении улиц Савушкина и Планерной и заканчивается в посёлке Смолячково на границе Санкт-Петербурга с Выборгским районом Ленинградской области. Проходит преимущественно вдоль берега Финского залива (отсюда название с 1974 года) через Сестрорецк и посёлки Курортного района Санкт-Петербурга. Для Приморского шоссе характерны неожиданные повороты, подступающие к дороге лесные массивы, морские панорамы, дюны.

## История формирования
До 1960-х годов нынешнее Приморское шоссе представляло собой отрезки трассы вдоль Финского залива. Их объединение в самое длинное шоссе Ленинграда началось со строительства окружной дороги вокруг Сестрорецка, вдоль озера Сестрорецкий Разлив и прокладки трассы через Тарховский лесопарк, где до этого были также огороды сестрорецких обывателей. В границах Сестрорецка до этого существовали три проезда:
- Земская улица — от Тарховской улицы до Горского ручья (построена в начале XX века). Здесь находилась земская управа. Улица имела нумерацию домов противоположную ныне существующей;
- Огородный переулок — от ул. Токарева до Сестрорецкой линии ж/д (построена в 1920-х годах);
- набережная озера Разлив — от Офицерского моста до улица Володарского (построена в конце 1960-х годов).

На участке в посёлке Солнечное дорога называлась Курносово, в посёлках от Репино до Ушково использовалось оставшееся от финнов название «Большая дорога»; далее использовалось название «Нижневыборгское шоссе». В 1964 году сдана в эксплуатацию новая трасса от Тарховки до Сестрорецка.
В 1970—1980-х годах сформировался участок шоссе на территории населённых пунктов Курортного района, прежде всего Сестрорецка. В разработке проекта застройки шоссе участвовали архитекторы 15-й мастерской института «Ленпроект» Захарьина Н. М., Солодовников И. А., Исадченко Ю. В., Леонтьева В., Бурякова Г. и др. — тм обязана современная застройка Сестрорецка и Зеленогорска. Был найден приём, соответствующий уникальному ландшафту северного пригорода Ленинграда, акватории Финского залива и озера Разлив, дюнам и лесному массиву. Новые жилые кварталы городов органически вписались в природную среду. Выразительный силуэт достигается разновысокими образованиями от 2 до 16 этажей. Созданы внутриквартальные пространства, которые способствуют плавному переходу жилой застройки в окружающую среду.
В эти же годы построен кардиологический санаторий «Чёрная речка» в Молодёжном.
В 1989 году началась застройка 38-го квартала Сестрорецка около шоссе. Строительство началось с вырубки остатков ольховых зарослей Тарховского лесопарка, сохранявшихся после прокладки трассы в 1960-х годах с нечётной стороны Приморского шоссе. Застройка изначально предполагалась домами от 4 до 12 этажей и включала всё пространство между Приморским шоссе и Ново-Гагаринской улицей.
В 2011 году Приморское шоссе на начальном участке от Планерной улицы до Лахты было расширено до шести полос. Были построены развязка с Планерной улицей и улицей Савушкина, а также Приморский путепровод над конечным участком улицы Савушкина. 1-й Лахтинский мост над протоком озера Лахтинский Разлив был построен заново.
В 2005 году был снесен старый Сестрорецкий путепровод в Сестрорецке, а на его месте построен новый.

## Исторические памятники
Вблизи Приморского шоссе сохранились многочисленные деревянные и каменные дачи конца XIX — начала XX веков:
- дом № 62 — деревянная дача, дом Пелагеи Юзакиной 1899 г. (по другим данным 1911)[4], объект культурного наследия[5];
- дом № 250, лит. А — дом купца А. К. Чубанова, построен между 1905 и 1913 годом[6];
- дом № 394, к. 6, литера Л — дача Ридингера (И. С. Крючкова), конец XIX — начало XX веков[7], выявленный объект культурного наследия[8];
- дом № 411 — усадьба И. Е. Репина «Пенаты»;
- дом № 471 — дом, где жил композитор Д. Д. Шостакович (1961—1975)[9];
- дом № 520 — дача Отто Кирхнера. Включено в реестр объектов культурного наследия;
- дом № 520г — бывший ресторан Елисеева (2-я половина 19 в.);
- дом № 520д — дача Елисеевых (начало 20 в.);
- дом № 547 — церковь иконы Казанской Божией Матери (1910—1913, архитектор Н. Н. Никонов);
- дом № 570 — Дача Зеленогорска;
- дом № 597, литера К  781710743870015 — дом Заеца, начало XX века[10];
- дом 640, лит. А — вилла Клементия Григорьевича Подменера, начало 1890-х[6];
- дом № 690 — бывшая усадьба академика В. М. Бехтерева «Тихий берег» (конец 19 — начало 20 вв.).

На пересечении Приморского проспекта и Приморского шоссе в Ольгине установлена скульптура «Девушка с букетом» работы Е. А. Янсон-Манизер.

Также вдоль Приморского шоссе расположено множество ресторанов, баз отдыха, санаториев, гостиниц, пляжей.

## Перекрёстки
Сестрорецк:
- Ручейная улица
- Большая Купальная улица
- Старая улица
- Тарховская улица
- Малая Ленинградская улица
- 3-я Поперечная улица
- Улица Инструментальщиков
- Транспортный переулок
- Улица Токарева / Транспортная улица
- Улица Мосина
- Петровская набережная
- заезд к Красноармейской улице
- Переулок Свободы
- Северный переулок
- Улица Володарского
- Заречная дорога
- Зеленогорское шоссе
- Таможенная дорога

Зеленогорск:
- Спортивная улица
- Горная улица
- Средняя улица
- Улица Танкистов / Лиственная улица
- Прямая улица
- Мостовая улица (закрыта для проезда)
- Нижняя улица
- Артиллерийская улица
- Пионерская улица (закрыта для проезда)
- Красноармейская улица
- Морская улица
- Купальная улица (заросла)
- 4-я Пляжевая улица
- Пляжевая улица
- Церковная улица
- Гаванная улица (закрыта для проезда)
- Проспект Ленина / Исполкомская улица
- Малинная улица (закрыта для проезда)
- Театральная улица
- Кавалерийская улица
- Берёзовая улица
- Кооперативная улица / проспект Красных Командиров
- Связная улица
- 1-й Широкий переулок
- Прибрежная улица
- Широкая улица
- Набережная улица
- Липовая улица
- Авиационная улица
- Круглая улица
- Бассейная улица
- Бронная улица
- Детский переулок

## Фотогалерея
- Приморское шоссе в г. Сестрорецке
- «Простоквашино»
- Крутой поворот «Ватрушка», справа «Бастилия»
- Берег озера Сестрорецкий Разлив
- Церковь Петра и Павла
- Скульптурная композиция у д.288
- Школа №324 г.Сестрорецка
- ПУ №120 г.Сестрорецка
- СДЮШОР
- Школа №442 в п.Репино

- Приморское шоссе в г. Зеленогорске
- Раймонда Дьен
- Здесь был знаменитый ресторан «Олень»